# هانس میرندورف
هانس میرندورف (آلمانی: Hans Mierendorff; ۳۰ ژوئن ۱۸۸۲ – ۲۶ دسامبر ۱۹۵۵) بازیگر تئاتر و بازیگر سینما اهل آلمان بود.
از فیلم‌ها یا برنامه‌های تلویزیونی که وی در آن نقش داشته‌است می‌توان به کارل پیترز، توطئه در جنوا و مادام لو اشاره کرد.